# Асоціація революційних композиторів України
Асоціація революційних композиторів України (АРКУ) — музично-громадська організація в УСРР. Заснована 1927 у Харкові. Голова — В. Костенко. 1927 АРКУ виступила з відозвою, в якій викладались основні принципи її діяльності: культивування оперно-симфонічної та камерно-інструментальної музики, поєднання національного начала з принципами інтернаціоналізму; орієнтація на міські пролетарські верстви. Добір композиторських кадрів — за класово-ідеологічними ознаками. Творчий орієнтир — творчість Михайла Вериківського та Пилипа Козицького. До її складу входили: О. Арнаутов, Ф. Богданов, В. Борисов, О. Дашевський, Микола Коляда, Юлій Мейтус, Володимир Нахабін, Я. Полфьоров та інші. 1928 в результаті розколу частина членів увійшла до новоствореної Асоціації пролетарських музикантів України. 1929 АРКУ перетворено на Організацію пролетарських композиторів України, 1931 самоліквідувалась.